# Виктор Зас
Виктор Зас (англ. Victor Zsasz, МФА: [ˈzæz] или [ˈʒæz]) — суперзлодей из вселенной DC Comics. Враг супергероя Бэтмена. Серийный убийца, обычно совершающий свои преступления при помощи ножа и оставляющий отметку для подсчёта на своём теле после каждой убитой жертвы. Фамилию «Зас» Алан Грант позаимствовал у психиатра Томаса Саса (Szasz), чьё имя он увидел, навещая свою девушку в университетской библиотеке.

## Биография
Виктор Зас был ребёнком из очень богатой семьи и наследником большого состояния. Повзрослев, он стал бизнесменом и главой своей международной компании и уже к 25 годам заработал своё собственное состояние. Но вскоре его родители погибли в аварии на лодке. Виктор тяжело переживал потерю семьи и впал в сильную депрессию. Он увлёкся азартными играми и проигрывал огромные суммы в казино по всему миру. В скором времени Зас потерял все деньги, поставив в готэмском казино против Пингвина.
После чего он увидел, что его жизнь была пуста, не было никакой причины, никакого мотива, никакой цели и никакого смысла его существования. Виктор решил совершить самоубийство, прыгнув с моста. Но ему помешал ночной грабитель, напавший на него с ножом. Сумев отобрать нож, Зас увидел, что в глазах преступника нет мыслей, он был словно зверь. Виктор понял, что единственный способ освободить грабителя от внутренней пустоты — это убить его. Покончив с ним, новоиспечённый убийца отметил своё первое убийство, вырезав себе на руке ножом знак. И Зас посвятил себя спасению других, как он называл, «жалких зомби», делая им «подарок» — смерть. И вскоре на его теле уже было несколько сотен шрамов, каждый в память об одной из жертв.
Бэтмен сумел поймать жестокого маньяка. Психиатры диагностировали у Заса безумие и отправили в психиатрическую лечебницу Аркхем. Там к Виктору, в связи с его крайней опасностью — почти любой предмет, может быть использован им как смертельное оружие, и даже голыми руками он легко мог убить человека, применили беспрецедентные меры безопасности — его камера, за исключением матраса, была абсолютно пустой. По территории лечебницы он перемещался только в кандалах и наручниках, в сопровождении нескольких санитаров, контролировавших его движения с помощью шестов, примыкавших к ошейнику на его шее. Но даже такие предосторожности не могли исключить все опасности: Зас несколько раз сбегал из лечебницы, также он убил нескольких врачей. Хоть тело Виктора и покрыто почти полностью шрамами, но он держит место для шрама, который он нанесёт себе только после убийства Бэтмена.
Зас не обладает никакими сверхчеловеческими способностями, но он чрезвычайно гибкий и ловкий. Во время своего заключения в Аркеме Виктор посвящал физическим упражнениям по 16 часов и достиг такой великолепной формы, что может противостоять Бэтмену на равных при рукопашных схватках. Зас достиг невероятного мастерства в обращении с ножами и другим холодным оружием. Хотя он и предпочитает перерезать своей очередной жертве горло, но он также великолепно метает ножи. Впрочем, маньяк может применить любой предмет как оружие и убить человека. Виктор является поразительно умным человеком, но использует свой интеллект только для совершения побегов и планирования убийств.
В отличие от многих других врагов Бэтмена, которых интересуют только деньги или власть и которые совершают убийства только для достижения этих целей, Зас интересуется только количеством своих жертв и освобождением людей от пустоты жизни, поэтому он совершенно непредсказуем. Кроме того, маньяка невозможно отследить, так как даже если почерк Заса очевиден, нет ни мотива, ни улик, чтобы поймать убийцу.

## В других произведениях

### Кино
Виктор Зас появляется в фильме «Бэтмен: Начало», в качестве эпизодического персонажа в исполнении Тима Бута (вокалиста британской группы James). Он является одним из головорезов Кармайна Фальконе. Его помещают в психиатрическую лечебницу Аркем, но он бежит с остальными заключёнными во время атаки Ра'с аль Гула. Зас атакует помощника прокурора Рейчел Доус и ребёнка, которого она защищает. Судя по одному из рекламных сайтов для фильма «Тёмный рыцарь» маньяк остаётся на свободе. В титрах, сценарии и на сайтах его фамилия написана как «Zsaz».
Крис Мессина исполнил роль персонажа в фильме «Хищные птицы: Потрясающая история Харли Квинн».
Появляется в анимационном фильме «Несправедливость».

### Телевидение
Виктор Зас появляется в 7 серии 1 сезона сериала «Готэм» в исполнении актёра Энтони Карригана. В серии он один из людей Кармайна Фальконе, которому поручено привлечь к ответственности будущего комиссара Джима Гордона за то, что он пощадил Пингвина. Держится вежливо, но за этой вежливостью скрывается жестокость — когда в преследовании Гордона его на стоянке застаёт патрульная, он без раздумий её убивает. С каждой жертвой он наносит зарубку на предплечье левой руки (патрульная оказалась 28-й жертвой Заса).
Впоследствии появляется в сериале эпизодически, как наёмный убийца со стороны Кармайна Фальконе. Упоминается, что он стоит у Фальконе на первом месте, если дело касается мастерства: босс готов доверить ему самые деликатные и важные дела, за что платит больше, чем кому-либо другому.
Появляется в качестве злодея в 3-й серии 2-го сезона сериала CW «Бэтвумен».
В последующих сериях сериала прислуживает Пингвину, после того как тот заполучил власть, убив Фиш Муни.

### Компьютерные игры
- Зас является боссом в игре Batman: Dark Tomorrow.
- В игре по фильму «Бэтмен: Начало», Batman Begins, Зас появляется в своём первоначальном воплощении маньяка, а не киллера как в фильме. Сначала Бэтмен использует Заса для того, чтобы напугать продажного полицейского Фласса и выяснить информацию о Фальконе. Далее в сцене беспорядков в городе маньяк нападает на Рейчел, но девушка борется с ним и оглушает убийцу электрошокером.
- Зас присутствует в игре Lego Batman: The Videogame в версии Nintendo DS как враг в режиме «Villain Hunt».
- Персонаж появляется в игре Batman: Arkham Asylum, где Бэтмен должен освободить захваченного им заложника.
- В Batman: Arkham City, когда Бэтмен искал Мистера Фриза, рядом с полицейским участком звонит телефон: Бэтмен поднимает трубку и обнаруживает на другом конце провода Виктора Заса. Чтобы найти логово злодея, Бэтмену приходится играть в безумную игру Заса, попутно освобождая заложников Виктора.
- В Batman: Arkham Knight появляется в качестве камео. Виктора можно заметить во время просмотра записи похищения Барбары Гордон Рыцарем Аркхема.
- Появляется в одной из первых кат-сцен игры Injustice 2. После схватки Бэтмена и Супермена в лечебнице «Аркхем» Робин (Дэмиен Уэйн) хватает Заса и перерезает ему горло ножом.
- Является эпизодическим персонажем в Batman: The Telltale Series: в 4-м эпизоде игры Бэтмену приходится устроить бунт в Аркеме, чтобы сбежать, и в это время ему приходится сражаться с Виктором Засом.